# Émile Jourdan
Pour les articles homonymes, voir Jourdan.
Pour le peintre, voir Émile Jourdan.
Émile Jourdan, né le 29 octobre 1914 à Chamborigaud et mort le 30 août 1999 à Nîmes, est un homme politique français.
Membre du Parti communiste français, il est maire de Nîmes de 1965 à 1983 et député du Gard de 1973 à 1986.

## Biographie
Né en 1914 dans le bassin minier d'Alès, Émile Jourdan travaille comme mineur après l'obtention de son brevet du cours complémentaire.
Il adhère aux Jeunesses communistes en 1929, puis au Parti communiste en 1935.
Mobilisé en 1939, il se joint à la Résistance pendant l'Occupation.

### Fonctions électives
Émile Jourdan commence son parcours politique comme 1er adjoint au maire de Saint-Florent-sur-Auzonnet et conseiller général du canton de Saint-Ambroix en 1951. Il est élu maire de Nîmes en 1965 après la victoire d'une liste de gauche, réélu en 1971 et 1977. Il est aussi conseiller général du canton de Nîmes-1 de 1967 à 1973.
Candidat sans succès aux élections sénatoriales de 1971, un temps suppléant de Roger Roucaute, député-maire d'Alès, il devient à son tour député de la première circonscription du Gard en 1973. Il est réélu en 1978 avec comme suppléante Colette Attia, et il reste en place jusqu'en 1986.
Réélu aux municipales de 1977 face à Michel Grollemund, mais battu en 1983 par Jean Bousquet, il est encore conseiller général du canton de Nîmes-2 de 1989 à sa mort en 1999. Son fils, Alain, lui succède.
Aux élections législatives de 1993, il est encore suppléant d'Alain Clary.

### Vie privée
Il est marié avec Monique, fille d'immigrés espagnols, et le couple a un fils, Alain,, qui prend sa suite comme conseiller général à sa mort.

## Mandat de député
- Député du Gard de 1973 à 1986

## Mandats locaux
- Adjoint au maire de Saint-Florent-sur-Auzonnet
- Conseiller général du canton de Saint-Ambroix en 1951
- Conseiller général du canton de Nîmes-1 de 1967 à 1973
- Maire (PCF) de Nîmes de 1965 à 1983.
- Conseiller général du canton de Nîmes-2 de 1989 à sa mort en 1999.